# Ахроров, Азамат
Азамат Ахроров (узб. Azamat Axrorov, Азамат Ахроров; 28 января 1991) — узбекский актёр
Азамат Ахроров начал свою карьеру в искусстве в 2009 году. В кино Ахроров дебютировал в 2013 году в фильмах «Грех» после чего снялся во многих сериалах и фильмах.

## Биография
Азамат Ахроров родился 28 января 1991 года в Гиждуванском районе Бухарской области в семье предпринимателей. В 2009—2013 годах окончила Узбекский государственный институт искусства и культуры, отделение «Актриса драмы и кино». Он продолжает карьеру актёра, режиссёра и продюсера. Сегодня он продолжает свою творческую деятельность в качестве актёра, режиссёра и продюсера.

### Образование
- С 1997 по 2006 год учился в средней школе № 28.
- В 2006—2009 годах был студентом Бухарского областного транспортного профессионального колледжа.
- В 2009—2013 годах учился в Узбекском государственном институте искусства и культуры.

## Личная жизнь
Азамат Ахроров имел романтические отношения с несколькими известными актрисами. В 2014 году Шахзода познакомился с Мухаммедовой во время съемок фильма «Неизвестный убийца», и их отношения продолжатся до 2016 года. Азамат Ахроров вскоре познакомился с Сугдиеной Азимовой. Ахроров женится на актрисе Дилнозе (Ахроровой) в 2021 году. В настоящее время у него есть дочь и сын.

## Карьера
Азамат Ахроров начал свою творческую деятельность в 2009 году. В 2013 году он впервые сыграл одного из главных героев в фильме «Грех». Этот фильм не привлек особого внимания к Ахророву. В 2014 году набирает обороты фильм режиссёра Рустама Садиева «Мое сердце — твое», его отрицательный персонаж в этом фильме повысил спрос на Ахророва. В 2015 году Ахроров сам продюсировал фильм «Моя капризная», и в этом фильме он играет одного из главных героев. Большую известность принес Аксророву фильм «Моя капризная». В 2016 году Ахроров снимет фильм «Неизвестный убийца», фильм «Нотаниш котиль» снова принесет успех Ахророву. В 2017 году Ахроров снимет фильм «Моя капризная 2». Фильм «Моя капризная 2» был хорошо принят кинокритиками В 2018 году набирает обороты фильм «Медовый месяц» режиссёра Джахонгира Ахмедова. Фильм «Медовый месяц» стал одним из самых неудачных фильмов Ахророва, в 2018 году он снялся в фильмах «Ты затронул мою душу, моя дорогая» и «Я для тебя». В 2019 году Ахроров начнет сниматься в фильме «Неизвестный убийца 2», и этот фильм принесет Ахророву известность. Также в этом году Ахроров примет участие в сериале «Улица», но этот сериал не дал желаемого результата. В 2019 году Ахроров начал играть роль в историческом фильме «Исламходжа» режиссёра Джахангира Ахмедова. В конце 2019 года на экраны-гиганты выйдет фильм Ахророва «Амирон». В 2021 году Ахроров победит в сериалах «Шрам» и «Зебо». В 2022 году на большие экраны вышел фильм Ахророва «Лола Гулим».

## Награды и номинации
- MY5 Лучший актёр 2015 года[источник не указан 663 дня]
- Самый красивый актёр 2016 года[источник не указан 663 дня]
- В 2017 году получил награду «Лучший молодой актёр года» в Узбекистане.[источник не указан 663 дня]

## Фильмография
Ниже в хронологическом порядке-упорядоченный список фильмов в которых Азамат Ахроров появился.
| Год  | Pyсскoe название                  | Роль                    | Источники |
| ---- | --------------------------------- | ----------------------- | --------- |
| 2013 | Грех                              | Актёр продюсер          |           |
| 2014 | Мое сердце — твое                 | Актёр продюсер          | [ 15 ]    |
| 2015 | Моя капризная                     | Актёр продюсер          | [ 16 ]    |
| 2016 | Неизвестный убийца                | Актёр режиссёр продюсер |           |
| 2017 | Моя капризная 2                   | Актёр режиссёр продюсер | [ 17 ]    |
| 2018 | Медовый месяц                     | Актёр                   | [ 18 ]    |
| 2018 | Ты затронул мою душу, моя дорогая | Актёр режиссёр продюсер |           |
| 2018 | Я для тебя                        | Актёр режиссёр продюсер |           |
| 2019 | Неизвестный убийца 2              | Актёр режиссёр продюсер | [ 19 ]    |
| 2019 | Исломходжа                        | Актёр                   | [ 20 ]    |
| 2019 | Амиран                            | Актёр режиссёр продюсер | [ 21 ]    |
| 2021 | Мой тюльпан                       | Актёр режиссёр продюсер | [ 22 ]    |
|      |                                   |                         |           |

### Роли в телесериалах
| Год  | Pyсскoe название | Ref            |
| ---- | ---------------- | -------------- |
| 2019 | Улица            | Актёр продюсер |
| 2021 | Шарон            | Актёр          |
| 2021 | Зебо             | Актёр          |

### Клип
| год  | Название песни | Артист            |
| ---- | -------------- | ----------------- |
| 2018 | «Яна сагиндим» | Джасур Мавлонов   |
| 2019 | «Севаверасан»  | Джасур Мавлонов   |
| 2019 | «Алдама»       | Алишер Зокиров    |
| 2020 | «Жайрона»      | Дилмурод Султанов |